# Teddy Thompson
Teddy Thompson (Londres, Reino Unido, 19 de febrero de 1976) es un cantautor de música folk británico. Es hijo de los también cantantes Richard y Linda Thompson.

## Biografía
Nacido en una comuna sufí londinense donde residían sus padres, Richard y Linda Thompson, es hermano de la también cantautora Kamila Thompson. A los dieciocho años se trasladó a Los Ángeles (Estados Unidos) para intentar lanzar su carrera artística.

## Carrera
En 2008 publica su cuarto álbum de estudio, A Piece of What You Need, con el que se aleja del tradicional cantautor folk estadounidense, para acercarse a una música pop más vanguardista. Cuenta con la producción de Marius de Vries que ha trabajado con artistas como Rufus Wainwright, Madonna o Björk.

## Estilo y género musical
Viniendo de una familia de músicos folk, Thompson naturalmente ha dibujado influencias de la música folk en su propio sonido musical. Mientras era un adolescente, escuchaba exclusivamente música del primer rock estadounidense como Chuck Berry, The Everly Brothers y Buddy Holly. Thompson también afirmó más tarde que estos artistas son algunas de sus principales influencias musicales cuando comenzó a escribir canciones. Más tarde, cuando creció, comenzó a escuchar más música pop contemporánea como Crowded House, y su propio estilo musical es una mezcla de folk, country, rock y pop, lo que lo sitúa dentro del emergente género Americana. Como él mismo dice:
```
"... la música country fue la música en que me criaron. Es la música más cercana a mi corazón y la música que más me habla, y siempre ha sido una gran influencia en mi propia composición. Estaba obsesionado con la música country cuando era niño, y definitivamente tuvo una gran influencia en la manera en que escribo canciones. Siempre me atraían las canciones que tenían un juego de palabras brillante o un giro inteligente de la frase, pero provenían de un lugar oscuro y amargo. Como escritor , Siempre he gravitado hacia ese sentimiento."
```

En una entrevista en video dice:
```
"Creo que mi canción pop favorita tal vez es la canción de 
Elvis
 llamada '(Marie's the Name) His Latest Flame'. No sé si es la mejor canción, pero es el registro pop más perfecto que he escuchado. Es el arreglo más perfecto, la interpretación brillante ... suena fenomenal. Como una pequeña parte de la historia pop ... para crear algo tan perfecto, tan simple, es genial ".
```

Además de su voz de tenor, Thompson toca la guitarra eléctrica y acústica, y ocasionalmente el ukelele. Tiene una voz fuerte, versátil y expresiva que usa con facilidad en el rango vocal superior e inferior, pero aparentemente prefiere usar su voz en el registro intermedio mientras canta. Él declaró en una entrevista que su voz era "su única arma por así decirlo" en los primeros años como vocalista y músico tocando en la banda de acompañamiento de su padre. Se ha dicho que Thompson ha heredado gran parte de su voz de su madre. También lo compararon vocalmente con Chris Isaak y Justin Hayward.
En el lanzamiento de Thompson de 2011, Bella, muchos críticos comentan el sorprendente parecido vocal al cantante Roy Orbison en muchas de las canciones, especialmente en "Take Me Back Again" y "Take Care of Yourself", que en este último, Thompson convierte en un falsete perfecto en el final de la canción que evoca al cantante de finales de los años sesenta.

## Discografía

### Álbumes
- Once More: Jenni Muldaur & Teddy Thompson Sing The Great Country Duets (2023, Sun Records)
- My Love Of Country (2023, Chalky Sounds )
- Heartbreaker Please (2020, Thirty Tigers)
- Little Windows (con Kelly Jones)(2016, Cooking Vinyl)
- Family (2014, Universal)
- Bella (2011, Decca).
- A Piece of What You Need (2008, Verve-Universal).
- Upfront & Down Low (2007, Verve-Universal).
- Separate Ways (2006, Verve-Universal).
- Blunderbuss (2004, Teddy Thopmson).
- Teddy Thompson (2000, Virgin).

### EP
- Blunderbuss (2004, autoeditado).
- L.A. (2001).

### Sencillos
- "Christmas" (2008). Con Linda, Richard, y Kamila Thompson como invitados.
- "In My Arms" (2008).
- "Everybody Move It" (2005).

### Colaboraciones
- 2008: "How Many Worlds" (voces), del álbum Easy Come, Easy Go de Marianne Faithfull.
- 2008: "Through Tomorrow" y "Dixie" (voces), del álbum The Music of Jason Crigler de Jason Crigler.
- 2007: "Sanssouci (coros), del álbum Release the Stars de Rufus Wainwright.
- 2007: Versatile Heart (compositor y voces), de Linda Thompson.
- 2006: "Let it Slide" (voces), del álbum These Four Walls de Shaun Colvin.
- 2005: The McGarrigle Christmas Hour (voces), de Kate and Anna McGarrigle.
- 2003: "Three Steps Down" (voces), del álbum Rules of Travel de Roseanne Cash.
- 2002: Fashionably Late (compositor y voces), de Linda Thompson.
- 2002: Semi-Detached Mock Tudor (dulcémele, guitarra, voces), de Richard Thompson.
- 2002: "One Man Guy" (guitarra, coros), del álbum Poses de Rufus Wainwright.
- 2001: "Persuasion" (dúo en directo), del álbum Action Packed de Richard Thompson.
- 1999: Mock Tudor (guitarra, coros), de Richard Thompson.
- 1998: "A Heart Needs a Home" y "Persuasion" (voces), del álbum Celtschmerz de Richard Thompson.
- 1996: "Bank Vault in Heaven" (voces), del álbum You? me? us? de Richard Thompson.

### Bandas sonoras
- 2008: My Best Friend's Girl, "Separate Ways".
- 2006: Brokeback Mountain, "I Don't Want to Say Goodbye" y "King of the Road" (con Rufus Wainwright).
- 2002: 40 Days and 40 Nights, "Love Her for That".
- 1998: Psycho, "Psycho".

### Recopilatorios
- 2006: Q Covered: The Eighties, "Don't Dream it's Over".
- 2006: Leonard Cohen: I'm Your Man (Verve), "The Future" y "Tonight Will Be Fine".
- 2006: Rogue's Gallery: Pirate Ballads, Sea Songs, and Chanteys (ANTI-), "Sally Brown".